# Andreas Berlin
Andreas (Anders) Henricsson Berlin (* 20. Mai 1746 in Nordviks gård, Ångermanland; † 2. Juni 1773 in Iles de Los, heutiges Guinea) war ein schwedischer Arzt und Naturforscher. Er gilt als einer der Apostel Linnés.

## Leben und Wirken
Andreas Berlin war einer der Doktoranden von Carl von Linné. Am 17. Dezember 1766 verteidigte er seine Dissertation unter dem Titel: Usus muscorum (Der Nutzen der Moosarten).
1772 ging er nach London, um dort bei Daniel Solander weiter zu studieren. Im Jahre 1773 vermittelte Solander ihn als Assistenten für den Insektenforscher Henry Smeathman (1742–1786). Er war auf dem Weg nach Afrika in das Gebiet des heutigen Sierra Leone.
Im April 1773 erreichten sie Bunce Island, wo die Engländer eine Handelsniederlassung hatten. Von dort reisten sie weiter nach Banana Islands. Am 2. Juni 1773 starb Andreas Berlin an einer Magenerkrankung auf den Îles de Los  westlich von Conakry, der Hauptstadt von Guinea. Er konnte daher von seiner Reise nur wenige Proben an Linné schicken.

## Ehrentaxa
Daniel Solander benannte ihm zu Ehren die Gattung Berlinia Sol. ex Hook.f. der Pflanzenfamilie der Hülsenfrüchtler (Fabaceae). Auch die Gattung Isoberlinia Craib & Stapf aus der Familie der Hülsenfrüchtler (Fabaceae) ist nach ihm benannt.